# Ezinne Ukagwu
Ezinne Ukagwu (Nigèria, 1971) és una economista nigeriana.
Després dels estudis a la universitat va impulsar l'obertura del Centre de Formació Professional Iroto el 1985 i el Centre Rural de Desenvolupament Iroto el 1992. Des del 2002 dirigeix el Centre de Desenvolupament Rural Iroto (Ogún, Nigèria), on s'havien format més de 30.000 dones del 1985 al 2012. Aquestes instal·lacions van ser possibles amb el donatiu d'una dona alemanya de Mans Unides. També ha impulsat l'hospital Abidagba Clinic, i juntament amb unes 25 voluntàries organitzen cursos d'higiene i nutrició que han contribuït a reduir la mortalitat infantil de la zona del 60 al 25%. Al voltant d'Iroto s'impulsen iniciatives educatives per les dones i la concessió de microcrèdits per les dones que obren negocis a la zona.
El 2012 va rebre el premi Harambee Africa International a la Promoció i Igualtat de la Dona Africana. Ukagwu considera que "l'educació de la dona africana canviarà la societat del continent".